# Stelis itatiayae
Stelis itatiayae är en orkidéart som beskrevs av Rudolf Schlechter. Stelis itatiayae ingår i släktet Stelis och familjen orkidéer. Inga underarter finns listade i Catalogue of Life.